# Parapercis flavolabiata
Parapercis flavolabiata är en fiskart som beskrevs av Johnson 2006. Parapercis flavolabiata ingår i släktet Parapercis och familjen Pinguipedidae. Inga underarter finns listade i Catalogue of Life.